# Округ Лос Аламос (Њу Мексико)
Лос Аламос (енгл. Los Alamos County) је округ у америчкој савезној држави Њу Мексико.

## Демографија
По попису из 2010. године број становника је 17.950, што је 393 (-2,1%) становника мање него 2000. године.
| Група             | 2000.          | 2010.          |
| Белци             | 15.051 (82,1%) | 13.689 (76,3%) |
| Афроамериканци    | 67 (0,4%)      | 102 (0,6%)     |
| Азијати           | 694 (3,8%)     | 1.071 (6,0%)   |
| Хиспаноамериканци | 2.155 (11,7%)  | 2.646 (14,7%)  |
| Укупно            | 18.343         | 17.950         |